# Schalenstein

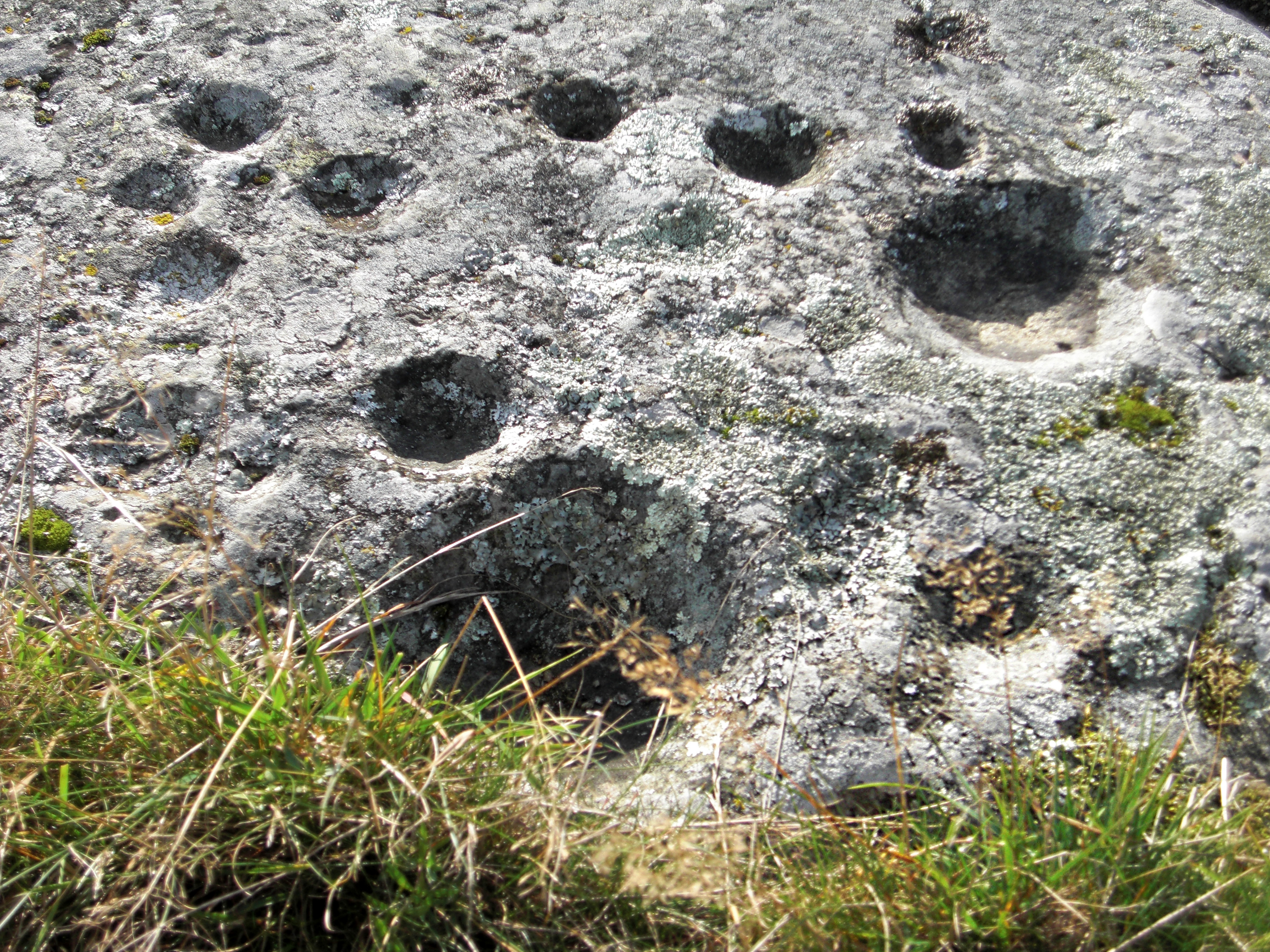
Ein Stein von Hornborga im Gräberfeld Ekornavallen mit Schälchen

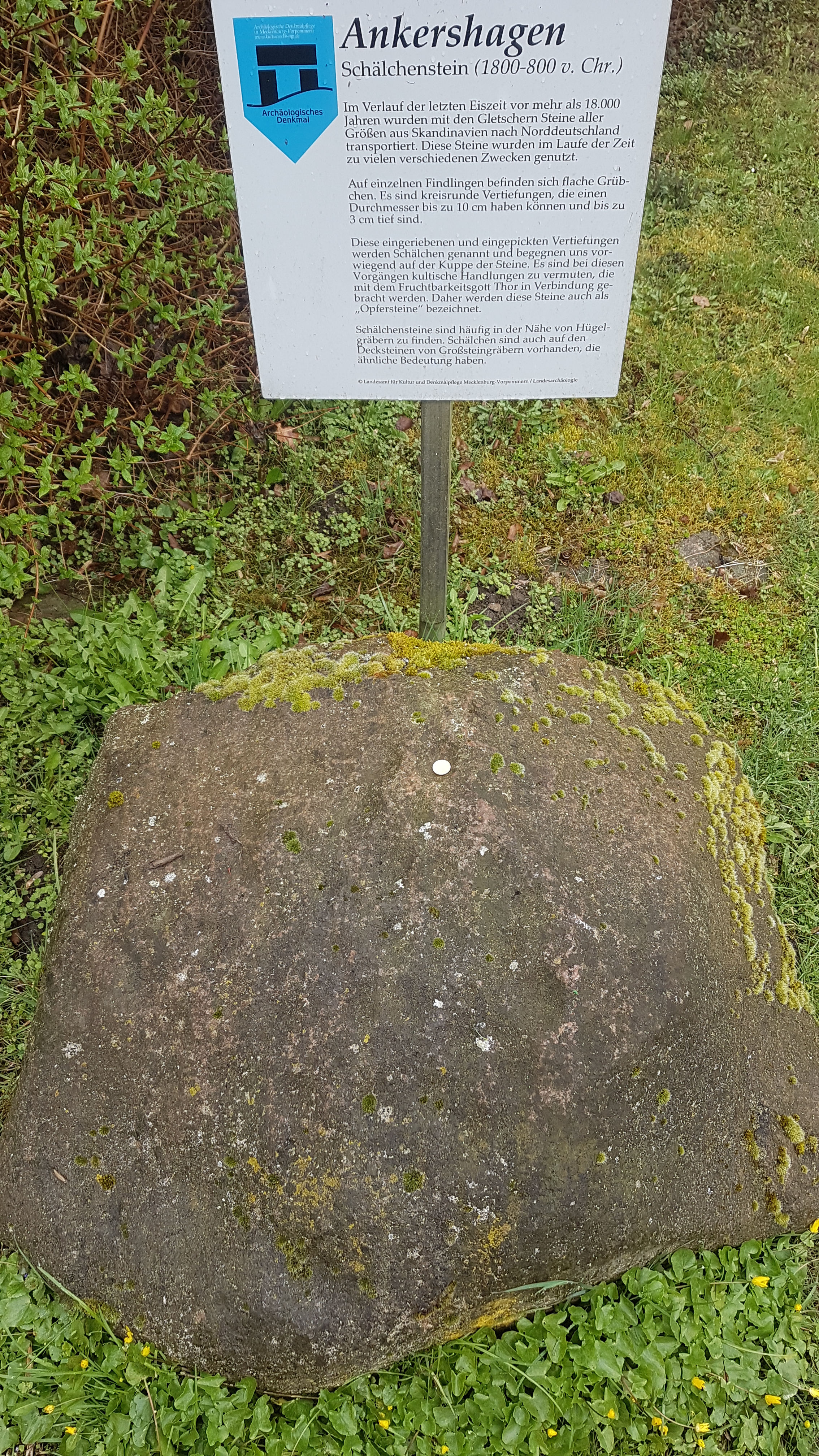
Schälchenstein mit Münze als Markierung im Garten des Heinrich-Schliemann-Museums in Ankershagen

Als Schalensteine, Näpfchensteine oder Schälchensteine, im Volksmund oft Opferstein und ähnlich genannt, werden in der Regel unverlagerte und unbearbeitete Steine genannt, die vermeintlich artifizielle napfförmige Vertiefungen aufweisen. Schalensteine (lat. etymologisch „kleine Tassen-“) oder Schüsselsteine sind weit verbreitet. Ihre Vertiefungen können natürlich entstanden oder von Menschen eingearbeitet worden sein. Ihre oft volkstümliche Deutung ist häufig umstritten.

## Entstehung
Von Menschen eingearbeitete Schalen sind runde oder ovale, meist mehrere Zentimeter durchmessende Vertiefungen; einzelne Steine weisen zusätzlich Wetzspuren auf. Versuche zeigen, dass mit spitzen Felsstücken in den Fels geschlagene Ausbuchtungen in kurzer Zeit zu glatten Schalen ausgerieben werden können.
Schalen können auch auf natürlichem Weg entstehen, im Zuge der Verwitterung durch Vergrusung, Auswittern von inhomogenen Bereichen wie Einschlüssen oder Konkretionen, oder löslich als Napfkarren (Kamenitza) oder Tafoni: Die teilweise im Erdreich eingebetteten Großsteine haben eine andere Temperatur als die Luft, sodass sich in natürlichen Vertiefungen Feuchte und Wasser ansammeln kann, und durch Verwitterung oder Ausscheidung von Algen und Moosen eine Mulde ausgearbeitet wird. Stellenweise finden sich sogar Schalen, in denen selbst in Trockenperioden Restwasser steht, was zur Mythenbildung um die Schalensteine beigetragen hat. Auch Steine mit mechanisch entstandenen Vertiefungen, etwa Kolke oder Gletschermühlen, wie sie im Gebirgsraum öfter vorkommen, können in diese Gruppe gehören (Schalenstein bei Eisgarn in Niederösterreich, Schonacher Schalensteinweg im Schwarzwald), diese Form ist aber auf ganz spezielle Vorkommen beschränkt, und die Herkunft meist gut erkennbar.
Möglich erscheint auch eine Kombination aus beiden Entstehungsarten, insofern natürliche und darum für Hierogramme („heilige Zeichen“) interessante Vertiefungen absichtlich nachgearbeitet wurden, oder sich durch Nutzung ausgeweitet haben.

## Namen
Vom Volksmund werden sie Blut-, Druiden-, Feen-, Hexen-, Opfer- oder Teufelssteine genannt.
- Auf Französisch werden die Eintiefungen als Pierres aux écuelles[4] oder pierre à cupules bezeichnet.
- In Schweden heißen sie skål als Gruppe skålgrop, im Volksmund älvkvarnar (Elfenmühlen).
- In Dänemark werden sie Skåltegn (Schalenzeichen) im Volksmund auch Æbleskivestenen (Elfenmühlen) genannt
- In Norwegen skålgroper (Schalengrübchen),
- In Holland napjes (Näpfchen)
- auf englisch Cup Marked oder Cup-and-Ring Marked Stones
- portugiesisch Cazoleta (petroglifo)
- im slowenischen kamenica (von dem der karstwissenschaftliche Ausdruck Kamenitza kommt),
- im slowakisch/tschechischen kamenice.

## Zeitstellung
Die Schälchen selbst sind nur schwer datierbar. Der etwa 50.000 Jahre alte Stein unter dem Abri von La Ferrassie, Département Dordogne, der den Schädel eines Neandertaler-Kindes bedeckte, trägt an der Unterseite vier Schalen.
Von Menschen gebohrte Schalensteine kommen bereits ab 10.500 v. Chr. in der anatolischen Tas Tepeler-Kultur vor, sowohl haufenförmig am Rand von Tempeln (Göbekli Tepe) und auf Gipfeln (Karahan Tepe) als auch vereinzelt innerhalb der Tempel und Siedlungen (Göbekli Tepe, Karahan Tepe, Sayburc) und dienten hauptsächlich als Speicher. Mitteleuropäische Schalensteine könnten daher teils auch Begleiterscheinung der sich ab 5.500 v. Chr. entlang der mittleren und oberen Donau ausbreitenden Agrarischen Revolution sein.
Die ältesten Schweizer Schalensteine werden ungesichert der Mittelsteinzeit (8000 bis 4500 v. Chr.) und nur bedingt der Jungsteinzeit (4500 bis 1500 v. Chr.) zugeschrieben. Skandinavische Forscher sind der Meinung, dass sie während der gesamten Bronzezeit entstanden.
Einen Anhaltspunkt für eine lokale zeitliche Einordnung bietet das Steinhügelfeld in der Ramm bei Marnitz, Kreis Parchim. Dort befinden sich noch annähernd 200 flache Steinhügel, in denen Keramik der vorrömischen Eisenzeit angetroffen wurde. Innerhalb der Steinhügel gibt es acht große Schalensteine. Ihre Schälchenanzahl schwankte zwischen vier und 30. Ein kleinerer Stein mit sechs Schälchen war als Deckplatte einer jungbronzezeitlichen Urnenbestattung aus Groß Raden, Kr. Sternberg eingesetzt und J. Ritter berichtet über einen Stein mit sieben Schälchen im bronzezeitlichen Hügelgrab von Vietlübbe, Kr. Lübz.
Laut Peter Vilhelm Glob kommen Schälchen am Ende der Steinzeit in Gebrauch, wo sie in den großen Grabkisten auftreten und zusammen mit anderen Elementen die Schwelle zur Bronzezeit kennzeichnen. Dies wird durch den Schalsenstein aus Albersdorf (Brutkamp) bestätigt, dessen Schälchen definitiv spätneolithisch (Dolchzeit) oder älter sind.
Anscheinend weisen die ältesten Steine eine verstreute Verteilung der Schälchen auf, die sich in der jüngeren Bronzezeit zu einem dichten Muster zusammenschließen, wo die einzelnen Gruben, auch nach Art der Cup-and-Ring-Markierungen, mittels Rinnen verbunden werden. Weniger als 5 % aller dänischen Dolmen (ca. 4.700) und Ganggräber (ca. 700) aus der Steinzeit haben Schälchen, aber mehr als 30 % der mecklenburgischen Anlagen, wo bis zu 167 Schälchen, im Durchschnitt aber etwa 26 vorkommen. Auch auf den Decksteinen von Steinkisten findet man manchmal Schalengruben, so in Hundhoved (Jütland).

## Einordnung
Ende des 19. Jahrhunderts ordnete Salomon Reinach Schälchensteine unter die megalithischen Monumente ein. Da sie jedoch bereits seit dem Paläolithikum über das Neolithikum bis in die Eisenzeit auftreten und bis in die Neuzeit angelegt wurden, können sie, sofern sie menschlichen Ursprungs sind, nicht einer einzigen kulturellen Tradition zugeordnet werden.

Schalensteine
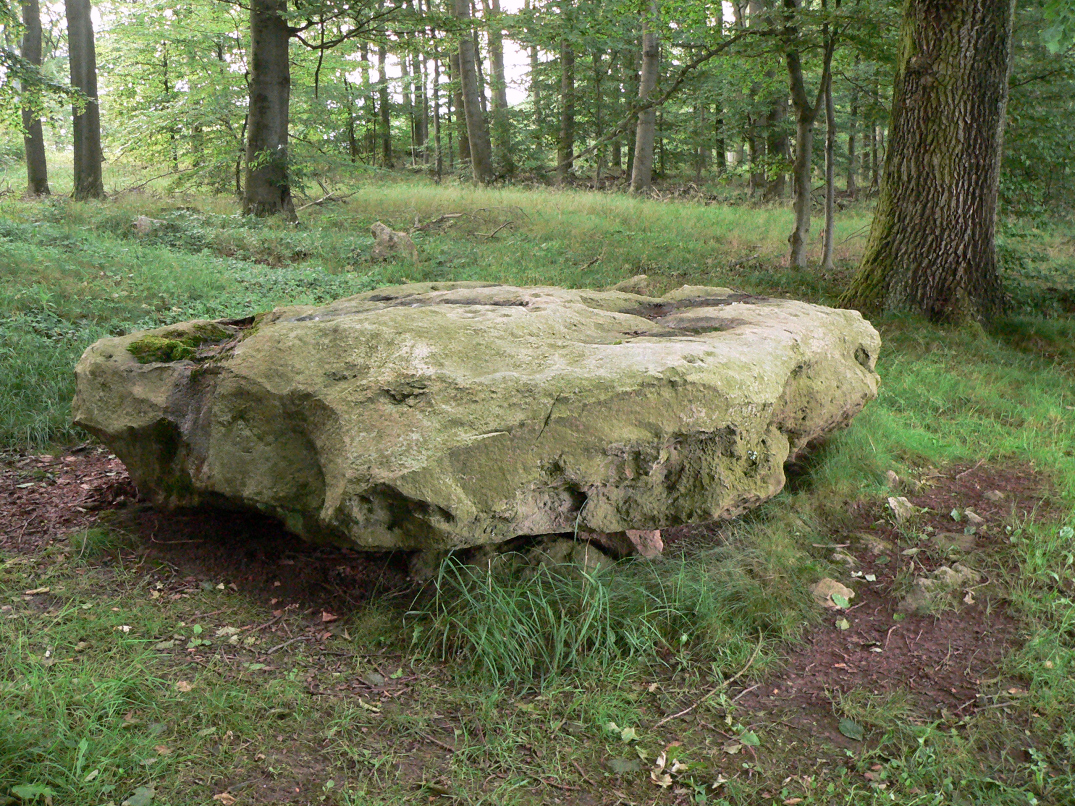
Schalenstein von Wiershausen
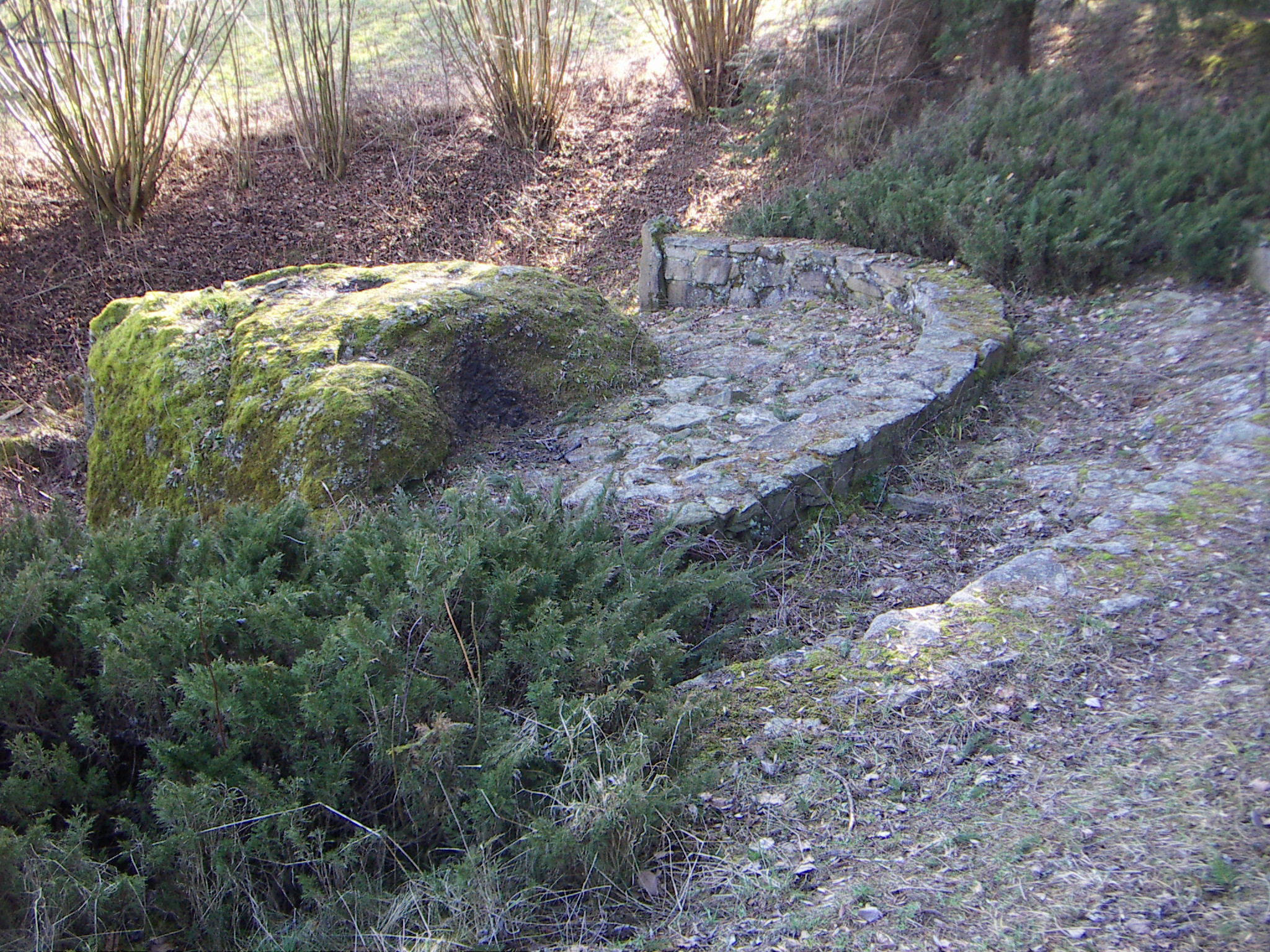
Neolithisch-frühbronzezeitlicher Schalenstein auf der Berglitzl in Oberösterreich
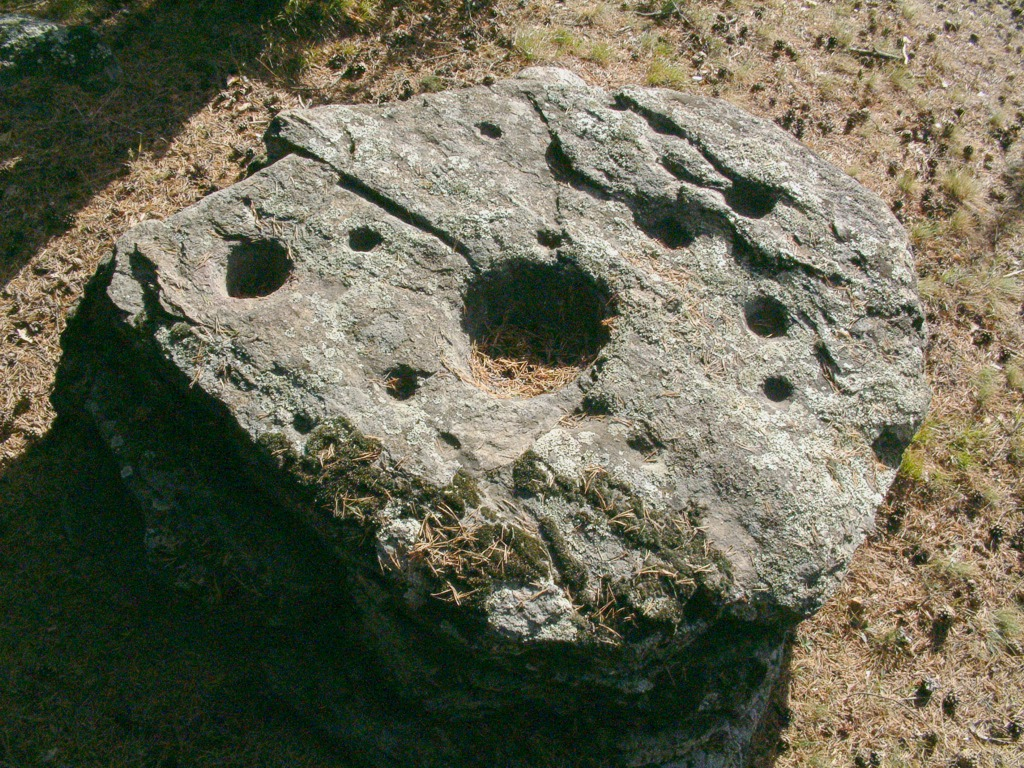
Schalenstein auf Geierhütt am Vinschgauer Sonnenberg, Südtirol
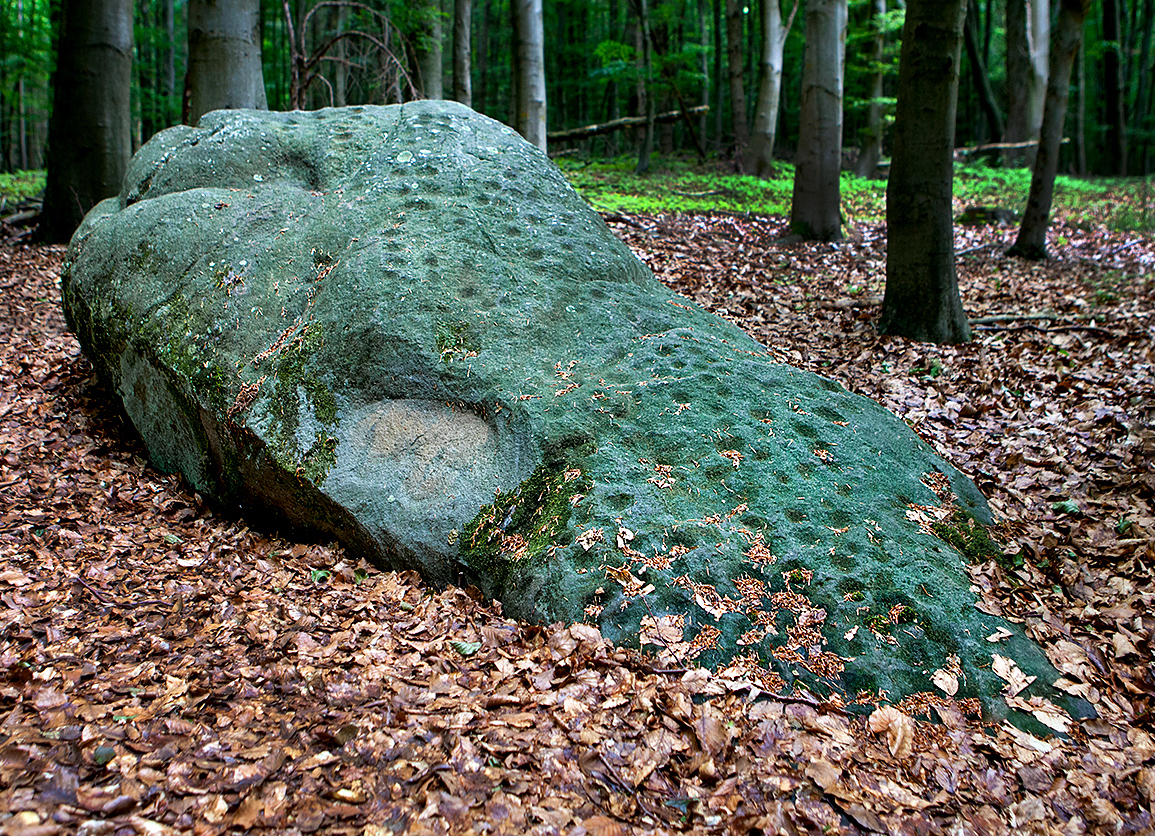
Schalenstein im Staatsforst Schieder bei Brakelsiek (Schieder-Schwalenberg)
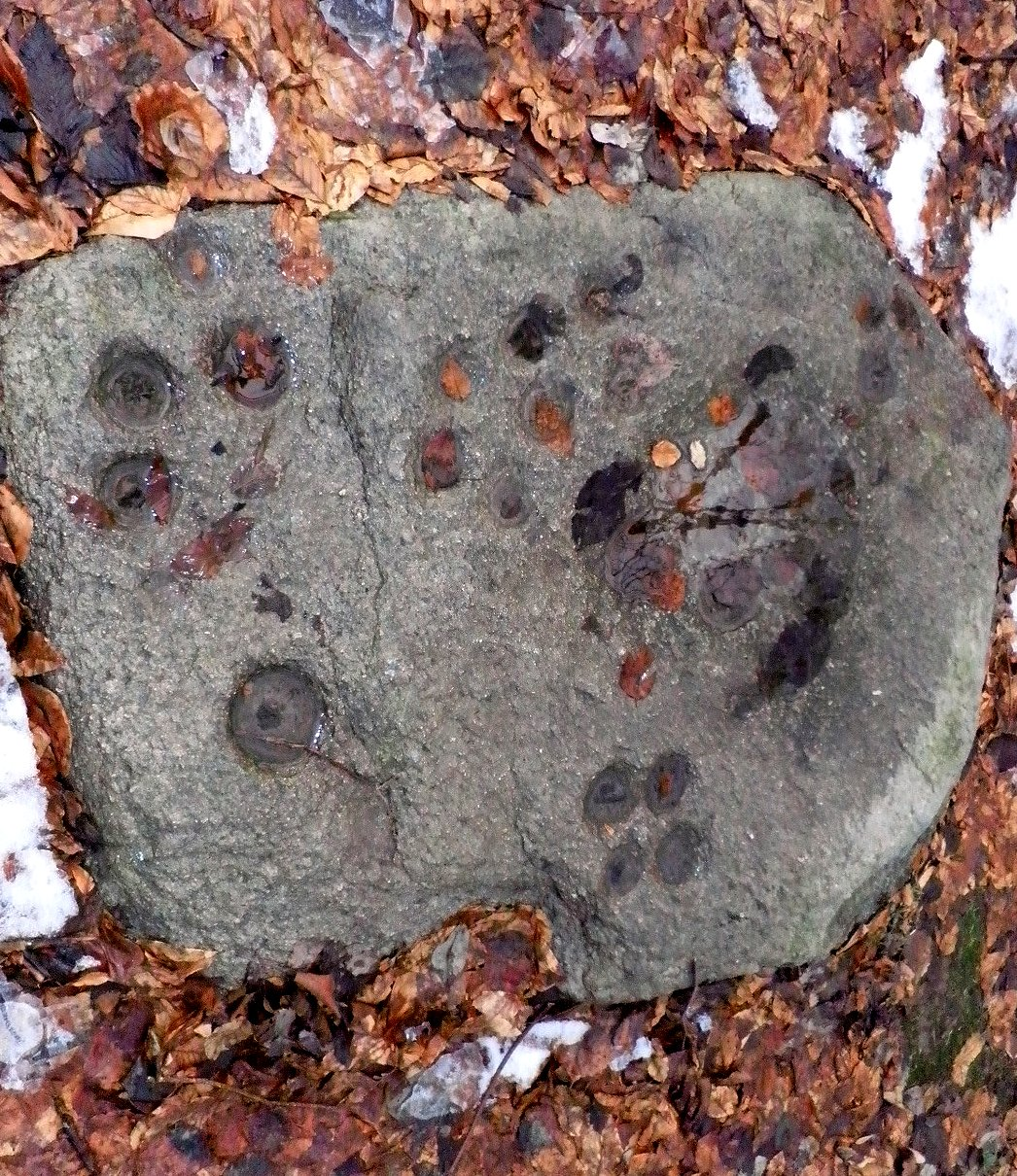
Schalenstein im Konappe Skov
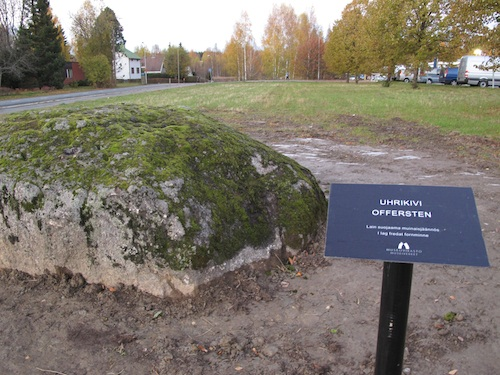
Schalenstein von Kauriala – Finnland
Berechnung der Sonnenwende
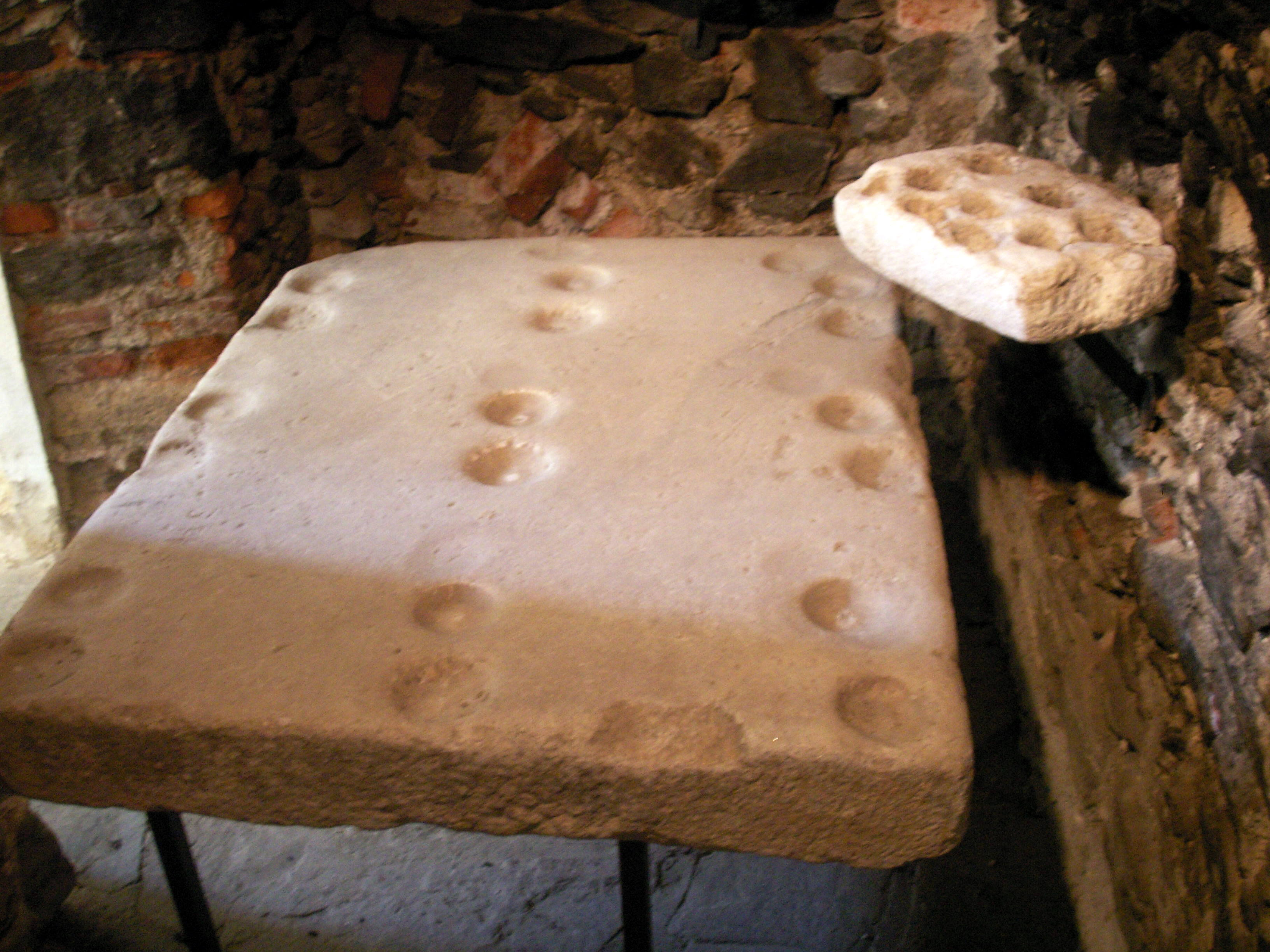
Bearbeitete Schalensteine im Stiftsmuseum Millstatt
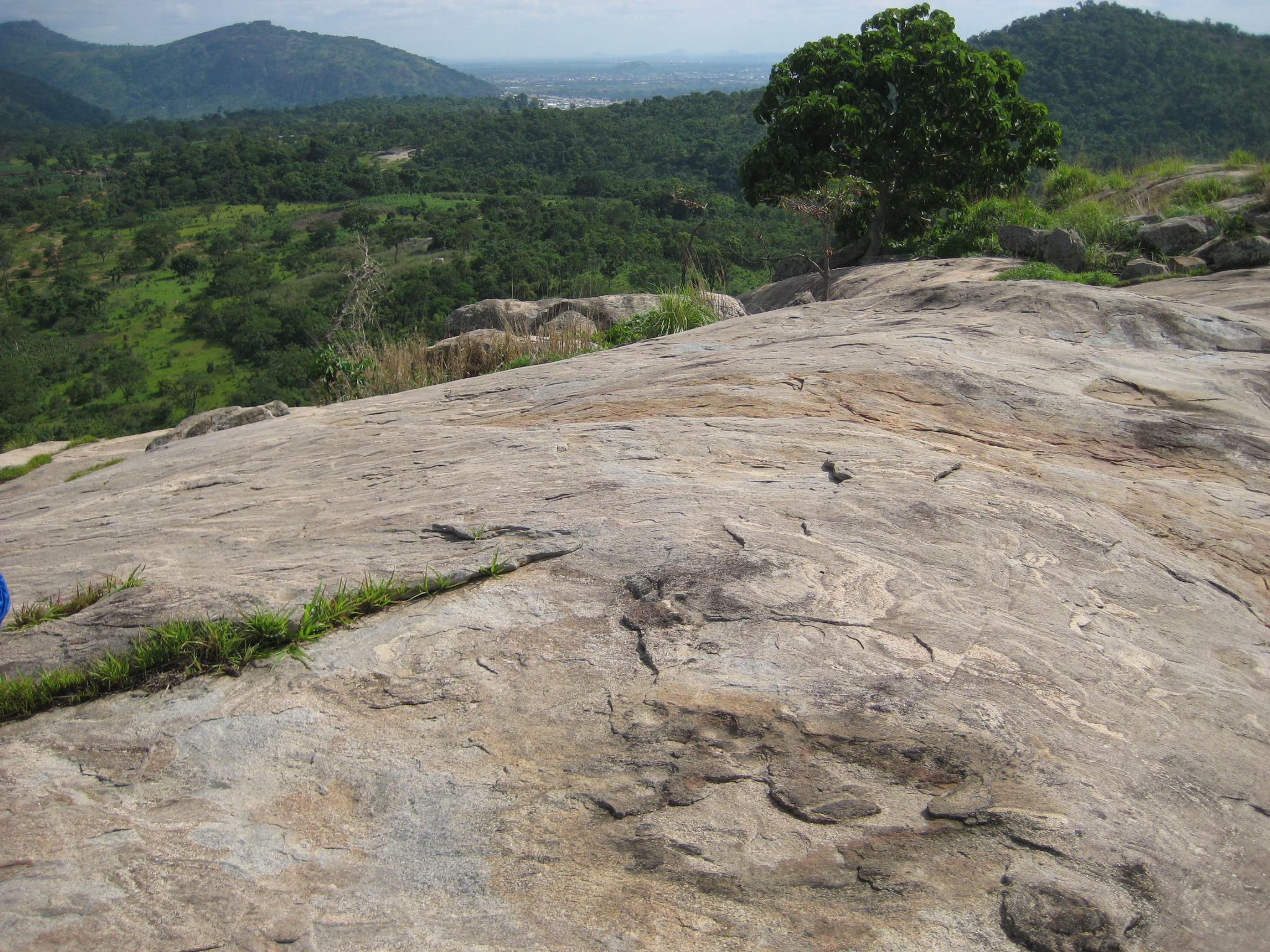
Umgebung des Schalensteins am Lower-Usuma-Stausee, Abuja, Nigeria, 2009
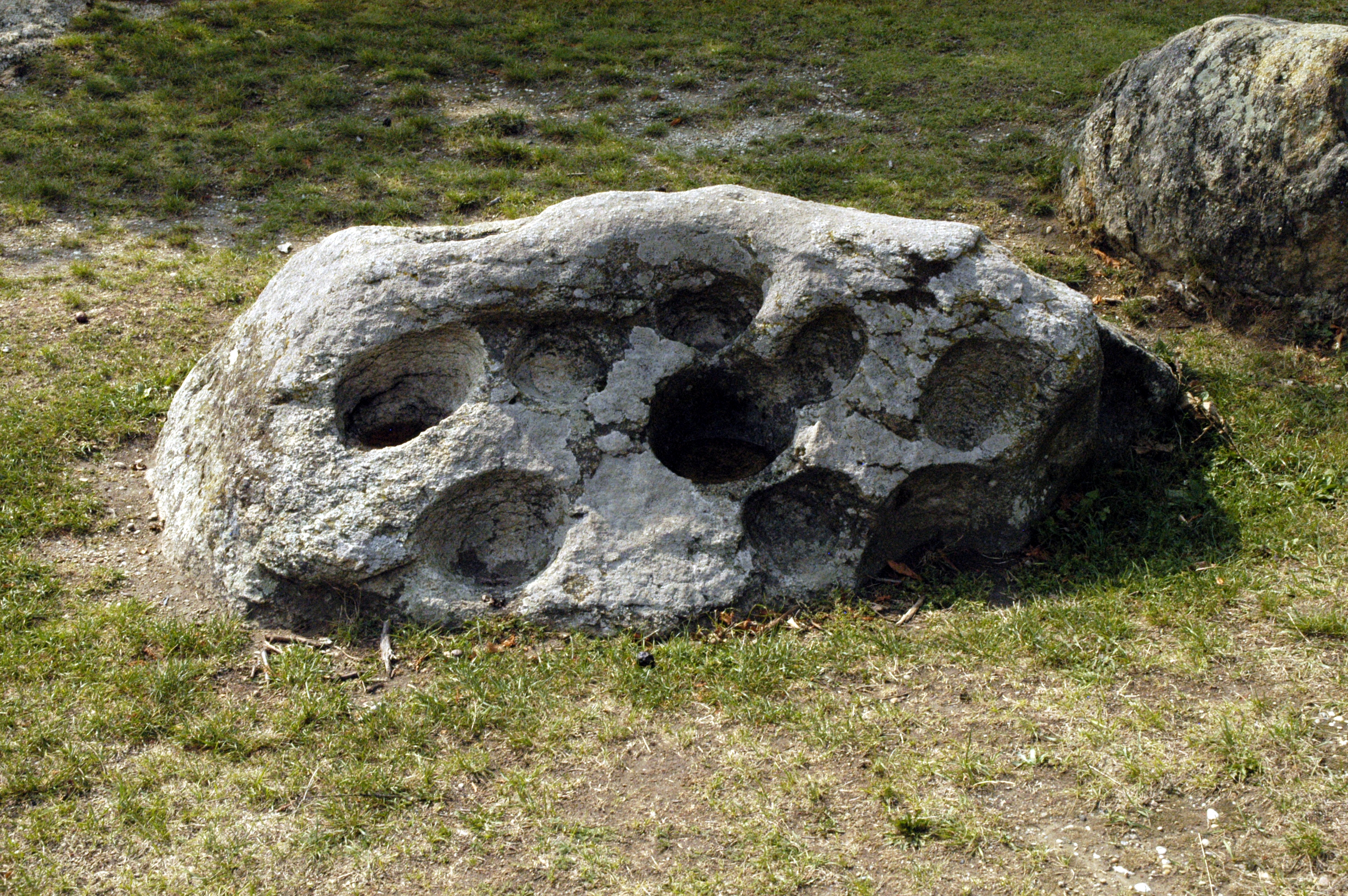
Heiliger Stein bei Mitterretzbach (Niederösterreich)
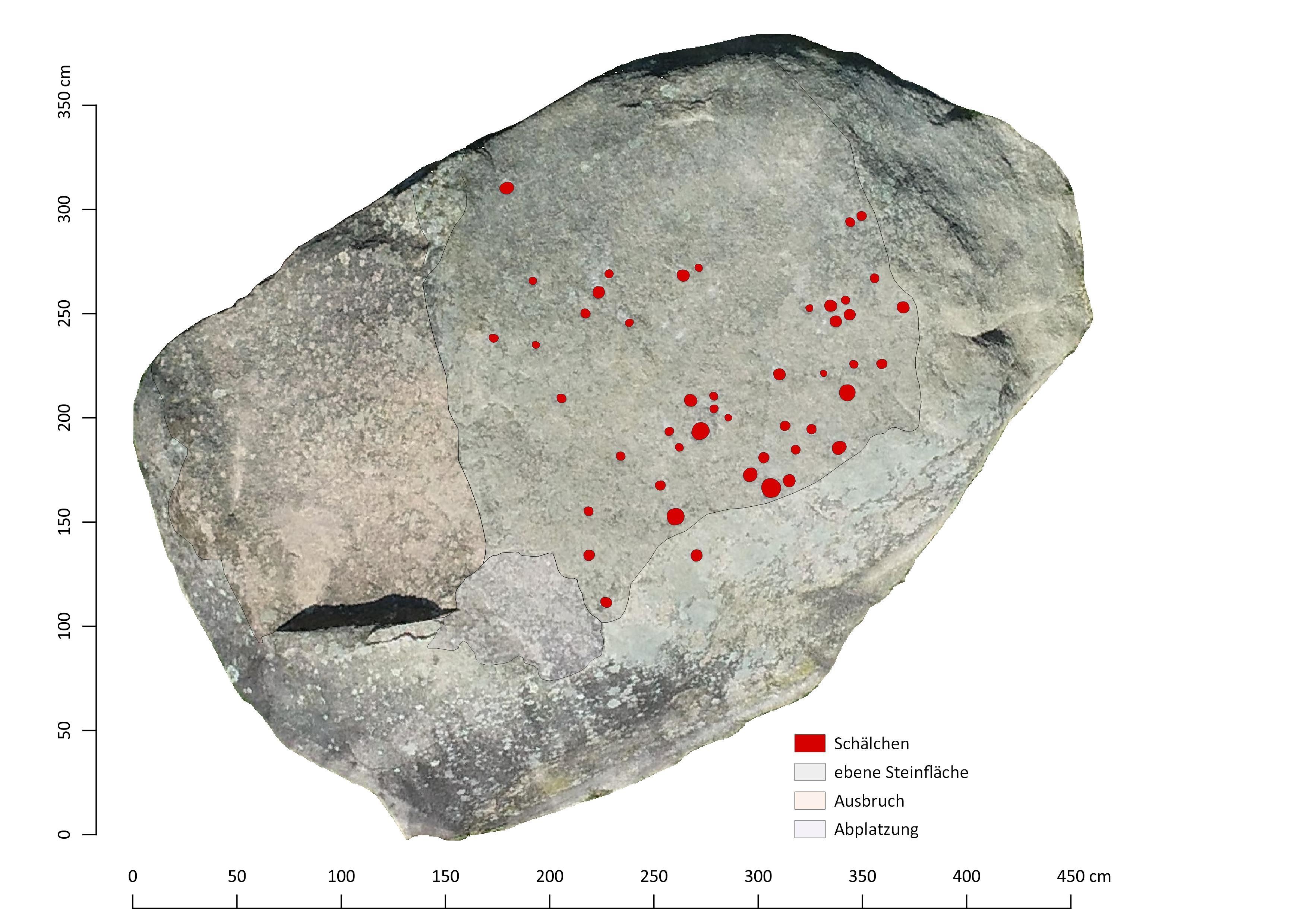
Hexenstein bei Dötlingen

## Deutung
Häufige Deutungen der menschlichen Herstellung und Nutzung der Schalen lassen sich untergliedern in:
- praktische Einsatzzwecke wie: Mörser, Feuerbohrstellen, Öllampen, Pechsteine; Spalten von Steinblöcken mittels aufquellender Holzkeile, die in eine Lochreihe getrieben wurden
- kultisch-symbolische Zwecke wie: Fruchtbarkeitssymbole, Kalender, Sternbilddarstellungen, Karten oder Wegweiser und Wegzeichen

Am häufigsten findet sich in der Fachliteratur eine Deutung als Opfergefäße.
Die deutsch-norwegische Archäologin D. Stramm wies darauf hin, dass sich in Norwegen (Kvikne in Hedmark) Schälchensteine finden, die durch den Abbau von Steinmaterial für Gefäße und Gebrauchsgegenstände entstanden. Nach D. Stramms Deutung ist die primäre Nutzung der Schälchen als Materialentnahme anzusprechen, wobei sie einer Nachnutzung als Opferschälchen durch spätere Kulturen ebenfalls nicht widerspricht. Der schweizerische Geologe W. A. Mohler war Zeuge, wie in einem verfallenen Hindutempel Opferwasser in derartige Schalen gegossen wurde, in die Blüten und Blätter gestreut waren. Nach anderen Berichten waren Schalensteine Naturaltäre, auf denen verschiedenen Gottheiten, die mit Fruchtbarkeitskulten in Verbindung standen, Nahrungsmittel, Blumen oder Räucherpflanzen dargeboten wurden. Gelegentlich sind Schalensteine mit Rutschsteinen vergesellschaftet (Beispiele in Südtirol), für die ein Zusammenhang mit Fruchtbarkeitsritualen tradiert wird. Felsen an exponierten Lagen könnten als Kalender zur exakten Einteilung der Jahreszeiten verwendet werden. Nach erfolgter Positionsmessung der Sonne mit Hilfe eines schattenwerfenden Stabes könnten Sonnwenden über die am Felsen angebrachten Schalen errechnet und vorhergesagt werden. Eine Studie des Schweizer Archäologen Urs Schwegler verneint die astronomische Deutung der Schalen- und Zeichensteine, insbesondere im Alpenraum, und widerspricht der verbreiteten Meinung eines Sonnenkultes oder angeblicher Kraftorte.

## Verbreitung und regionale Unterschiede

### Europa
Schalensteine sind auf allen Kontinenten verbreitet und finden sich in ganz Europa auf erratischen Blöcken und anstehenden Felsen, aber auch auf 
Hausschwellen, Kirchenmauern und Megalithen. Die Schalen sind häufig durch Rinnen verbunden und treten oft mit Gravuren geometrischer Form (Kreise, Kreuze) auf. Sie wurden einzeln oder in Gruppen auf Gesteinsoberflächen angebracht und sind die am häufigsten
vorkommenden Petroglyphen. 

#### Deutschland

##### Mecklenburg
Schalensteine kommen relativ häufig auf Deck-, Einfassungs- oder Tragsteinen von Megalithanlagen vor. Ein Drittel aller mecklenburgischen Megalithanlagen haben (mindestens) einen mit Schalen versehenen Stein; 17 haben mehr als 30. Auf den Tragsteinen befinden sie sich in der Regel auf den oberen Flächen neben den Decksteinen. Die Anlagen von Mankmoos (167 Schälchen), Qualitz (127) und Serrahn (107) haben mit Abstand die meisten Schälchen in Mecklenburg-Vorpommern. Außerdem werden Wächtersteine bevorzugt (Großsteingrab Stuer 3, Kreis Röbel (49) Großdolmen von Dwasieden (40 Schälchen)). Die meisten Schälchen müssen bei Bohrvorgängen entstanden sein. An einigen war die Spur des Bohrstockes ähnlich gut zu erkennen wie bei Felsgesteinäxten mit unvollendeter Vollbohrung. In keinem Falle gab es sichere Hinweise auf eingepickte Schälchen. In weichem Gestein finden sich die größten und tiefsten Schälchen (Deckplatte aus Kalkstein beim Urdolmen von Basedow, Kreis Malchin). Die Schälchen auf den Blöcken der mecklenburgischen Megalithgräber können nicht mit den Erbauern der Anlagen, den Leuten der Trichterbecherkultur in Verbindung gebracht werden. Schälchen im Inneren von Megalithanlagen sind selten (Naschendorf) und stammen von bronzezeitlichen Nachnutzungen.

##### Schleswig-Holstein
Die Dokumentation der Schalensteine in Schleswig-Holstein des Archäologischen Landesamtes erfasst rund 500 Schalensteine. Findlinge mit Schälchen wurden in Schleswig-Holstein überwiegend im Östlichen Hügelland und im Kreis Herzogtum Lauenburg mit dem seit langer Zeit forstwirtschaftlich genutzten Sachsenwald gefunden. In der Geest und der Hohen Geest kommen ebenfalls Schalensteine vor, während in der Marsch und dem Wattenmeer keine bekannt sind.

##### Niedersachsen
Der Schalenstein von Wiershausen einem Ortsteil von Hann. Münden liegt in Niedersachsen. Der Schalenstein von Drethem liegt bei Hitzacker. In Niedersachsen gibt es 39 Schalen-, Rillen- und Sonnensteine.

#### Österreich und Norditalien

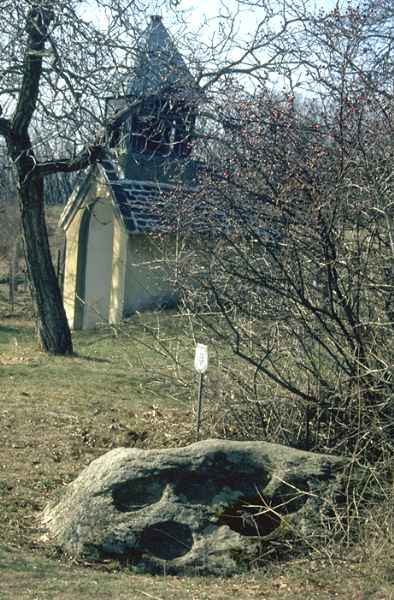
Heiliger Stein von Mitterretzbach (Weinviertel)

##### Weinviertel
Am Kalenderstein von Leodagger befinden sich 16 Näpfchen in einer leicht schlangenförmigen Reihe. Die Näpfchen dienten mit hoher Wahrscheinlichkeit als Markierungen eines Kultplatzes. Die Gesteinsformation besteht zudem aus einem Felsblock mit angestelltem Menhir.

##### Waldviertel
Eiszeitliche Findlinge, in Österreich auch Restlinge genannt, mit 3–20 cm großen, 2–5 cm tiefen Gruben finden sich in vielen Teilen Europas. Im Waldviertel (Niederösterreich) sind es Granitsteine (Heiliger Stein). Akademische und Hobbyforscher haben vielfältige Theorien über ihre Entstehung aufgestellt. So nennt sie das Wörterbuch der deutschen Volkskunde „Zeugnisse einer Urkultur“ und vermutet u. a. Mörser zum Getreidemahlen, steinzeitliche Land- und Sternkarten, megalithische Opferstätten, religiöse und sexualsymbolische Bedeutung. Das Waldviertler Heimatbuch verweist auf die große Anzahl von 1500 Schalen allein im dünn besiedelten Waldviertel.

##### Mühlviertel
Im Mühlviertel (Österreich) finden sich in Granitblöcken im Wald zahlreiche schüsselförmige Einbuchtungen mit 40 bis 100 Zentimeter Durchmesser und bis zu 70 Zentimeter Tiefe. Der bekannteste liegt auf der Berglitzl, wo mehrere Grabungen durchgeführt wurden und Feueropferungen im Neolithikum und der Frühbronzezeit als erwiesen gelten.

##### Südtirol
Gut dokumentiert sind die Südtiroler Schalensteine in der Gegend von Brixen (Tschötscher Heide), Meran und um Latsch im Vinschgau. Der „Wasserstoan“ von Feldthurns-Drumbühel (it. Velturno) mit mehr als 700 Schälchen liegt nördlich des Schlosses Drumbühel.

#### Schweiz und Frankreich
In der Schweiz wurden seit der Beschreibung des „Pierre-aux-écuelles von Mont-la-Ville“ 1854 mehr als tausend neue Schalensteine (französisch Pierre à cupules) entdeckt, u. a. am Südfuss des Jura, in Graubünden, im Tessin und im Wallis. Besonders eindrücklich sind die Schalensteine mit geometrischen Formen von Evolène, Mesocco, Tarasp und Zermatt. Die größten sind der Pierre des Sauvages von Saint-Luc im Val d’Anniviers im Wallis mit über 300 Schalen und der Schalenstein im Cromlech de La Praz mit 170 Schalen. An der östlichen Aussenwand der Chiesa Madonna Assunta, in Semione im Tessin befinden sich 31 in einer Spirale angeordnete Schalen, die durch durchlaufende Rinne verbunden sind. Franco Binda hat über 700 über das Tessin und Mesolcina verstreute Felsritzungen katalogisiert.
In Frankreich gibt es etwa 60 Schalensteine (französisch Bloc cupulaire). Die dichteste Konzentration liegt mit acht Steinen auf der Île d’Yeu. In der Nähe von La Meule befindet sich der "Pierre de la Roche aux Fras", ein Schalenstein der 95 Schälchen. In Savoyen liegen die Schalensteine von Billième.

#### Schweden, Finnland
Skålgropar in Schweden, Uhrikivi in Finnland, sind Schälchengruppen, die in Schweden als Felsritzungen gelten. Sie sind im Südwesten von Uppland sehr häufig; etwa 27.000 sind registriert. In der Region Veckholm werden sie von einer großen Anzahl von Schiffsdarstellungen begleitet. Ihre Funktion ist unklar. Die Steine, auf denen sie sich finden, gelten als aus der Bronzezeit stammende Opfersteine. Manche Forscher erklären sie als Teil eines Fruchtbarkeitskultes, andere verbinden sie mit dem Totenkult. Die runden Vertiefungen haben in der Regel 4 bis 8 cm Durchmesser und sind 1 bis 2 cm tief. Im Volksmund der Gegend werden sie „älvkvarnar“ (‚Elfenmühlen‘) genannt, weil man glaubte, dass die Feen ihr Getreide darin mahlten. Deutlich größere Vertiefungen sind Gletschermühlen. Sie stehen in Verbindung mit der Eiszeit; laut der Sage haben Riesen in ihnen ihr Essen gekocht. Noch in den 1940er Jahren kannten alte Leute in Veckholm den mit den Schälchen verbundenen Aberglauben. Weise Frauen und Männer zogen angeblich heimlich aus, um sie zu bestimmten Zeiten mit Fett zu füllen. Ein Autor berichtet, er habe das in den 1920er Jahren selbst beobachtet. Etwa zwei Drittel aller entsprechenden Felsen in Uppland weisen ausschließlich Schälchen auf; diese finden sich aber auf Aufschlüssen mit Bildern.

#### Dänemark
Im Marstal Maritime Museum auf der dänischen Insel Ærø befindet sich kleine Sammlung von Schüsselsteinen aus der Bronzezeit. Der größte ist faustgroß. Es gibt auch mehrere dieser einzigartigen Objekte in Privatsammlungen auf Ærø.
Der Westen Dänemarks ist kaum felsig. Hier scheint sich eine besonders kleine Art von Schalensteinen (dänisch Skåltegnsten) entwickelt zu haben. Ob diese eine Parallele zu denen auf Monolithen oder Felsaufschlüssen bilden, ist unbekannt, aber naheliegend. Die Art ist im Südwesten Dänemarks und auf Ærø, Alsen, Langeland und Lolland besonders häufig. Die Megalithanlage Sømarkedyssen auf Møn weist über 450 Schälchen auf. Der Schalenstein von Gammel Hestehave auf Fünen nach Flemming Kaul, über 100. Auch Øster Hornum in Nordjütland ist ein Gebiet in dem Schalensteine häufig sind; auf dem Hof Abildgård wurden drei gefunden.

#### Punktbohrungen auf Malta
Mit Ocker oder anderen Materialien farbig inkrustierte Punktbohrungen sind eine mit Drillbohrern hergestellte, geometrische Dekoration auf Steinoberflächen der maltesischen Tempelkultur. Ausführung der Bohrlöcher:
- a) in weiträumiger Verteilung;
- b) in Reihen;
- c) als engmaschiger, großflächiger Überzug in flirrenden Mustern;
- d) als Grundierung bei verschiedenen Flachreliefs mit abstrakten Dekorationen. –
- e) Seltener ist eine Variante, bei der wabenförmige Vertiefungen flachmuldig in die Steinoberfläche eingekerbt wurden.

Das Trilithentor am Südtempel von Mnajdra auf Malta ist völlig mit Punktbohrungen bedeckt.

## Ländervorkommen

### Türkei
- Göbekli Tepe (Kauer 2024, S. 26)
- Karahan Tepe (Kauer 2024, S. 30, 31)
- Sayburc (Kauer 2024, S. 59)
- Sumatar (Kauer 2024, S. 227)

### Italien

#### Südtirol
- Tartscher Bichl in Tartsch (Kauer 2021, S. 90)
- Klumperplatte in Kastellbell-Tschars (Kauer 2021, S. 96)
- Groaßer Stuan bei Costaccia Corona (Kauer 2021, S. 93)
- Kultplatte und Sternenplatte am Pfitscher Jöchl bei Dorf Tirol (Kauer 2021, S. 106–118)
- Bildstein bei Elvas (Kauer 2021, S. 83–84)
- Dreifacher Schalenstein in Unterortlhof bei Schloss Juval (Kauer 2021, S. 99–102)
- Schälchen von St. Verena bei Lengenstein (Kauer 2021, S. 82–83)

### Deutschland

#### Bayern
- Keltenstein am Igleinsberg bei Prackenbach (Kauer 2021, S. 276; Kauer 2024, S. 163–164)
- Große Opferschale von Ramersdorf bei Kollnburg (Kauer 2024, S. 48)
- Schwibleinsberg bei Viechtach (Kauer 2021, S. 276)
- Dreisesselberg (Kauer 2024, S. 163)

### Tschechien
- Kalenderstein Stare Vinice bei Hnanice (Kauer 2021, S. 257)
- Schalenstein von Besenice (Kauer 2024, S. 96)
- Wasserstein von Janova Ves (Kauer 2021, S. 215)
- Schalensteine in der Kirche Maria Schnee (Kauer 2021, S. 216; Kauer 2024, S. 183)

### Österreich

#### Oberösterreich - Mühlviertel
- Teufelsschüssel Oberschwarzenberg (Kauer 2021, S. 193)
- Lochstein Inerödt bei Sarleinsbach (Kauer 2021, S. 204)
- Drosselstein in Julbach (Kauer 2021, S. 208)
- Bärensteine in Grünwald bei Aigen-Schlägl (Kauer 2021, S. 195, Kauer 2024, S. 48)
- Schalensteine Maria Rast bei Helfenberg (Kauer 2021, S. 209)
- Hirschenstein im Sternwald bei Vorderweißenbach (Kauer 2024, S. 171)
- Kopfwehstein vor Wolfgang-Kapelle in der Geng bei Eidenberg (Kauer 2021, S. 213)
- Teufelsstein an der Feldaist bei Wartberg (Kauer 2021, S. 30)
- Heidenstein in Eibenstein bei Rainbach (Kauer 2021, S. 221, Kauer 2024, S. 173)
- Schalenstein am Reisingerberg in Windhaag bei Freistadt (Kauer 2024, S. 45, 173)
- Weltuntergangssteine in St. Leonhard bei Freistadt (Kauer 2024, S. 167)
- Pechölstein Steinleiten in St. Leonhard bei Freistadt (Kauer 2024, S. 51)
- Herzerlstein in St. Leonhard bei Freistadt (Kauer 2021, S. 225)
- Pflügelschmiede Florenthein in St. Oswald bei Freistadt (Kauer 2024, S. 52)
- Tatzerlbrunn in Hörzenschlag bei Königswiesen (Kauer 2021, S. 231)
- Blasenstein in St. Thomas am Blasenstein (Kauer 2021, S. 238)
- Frauenstein in Bad Kreuzen (Kauer 2021, S. 232)
- Herrgottsitz in Schönau (Kauer 2021, S. 269)
- Taufstein in Bad Zell (Kauer 2024, S. 269)

#### Oberösterreich - Salzkammergut
- Wolfgangstein in der Kirche St. Wolfgang im Salzkammergut (Kauer 2021, S. 163–164)

#### Niederösterreich-Waldviertel
- Opferstein in Thail bei Groß Gerungs (Kauer 2021, S. 255; Kauer 2024, S. 45)

#### Niederösterreich Weinviertel
- Kogelsteine bei Eggenburg (Kauer 2021, S. 265)

#### Salzburg
- Quellstein Fürstenbrunn am Untersberg (Kauer 2021, S. 141)

#### Tirol
- Schalenstein Philomena-Kapelle bei Fließ (Kauer 2021, S. 128)

## Liste von Schalensteinen

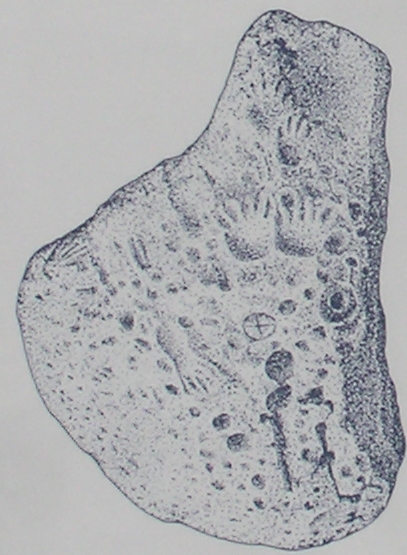
Zeichnung des Schalenstein von Bunsoh (1911)

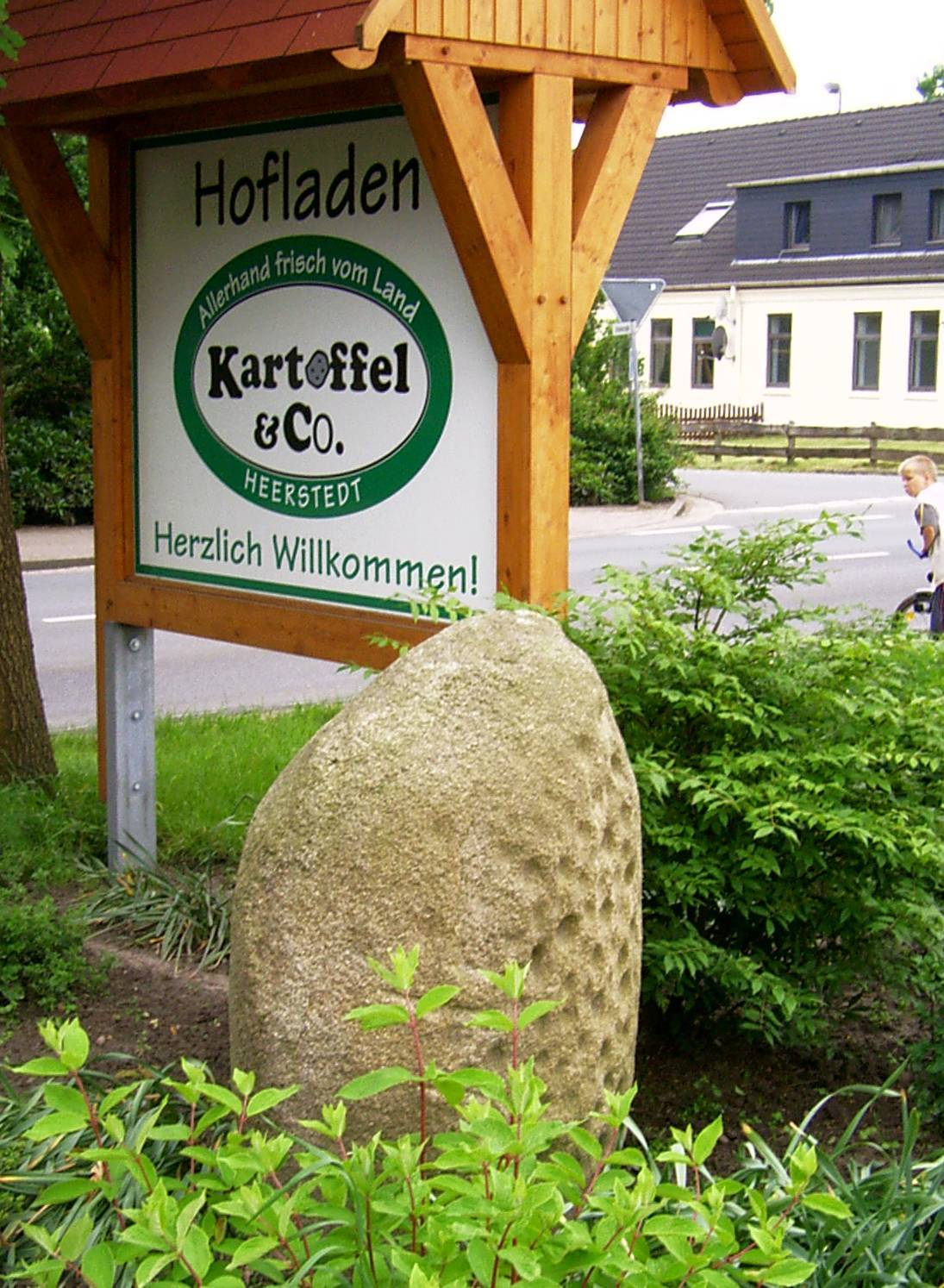
Schalenstein von Heerstedt

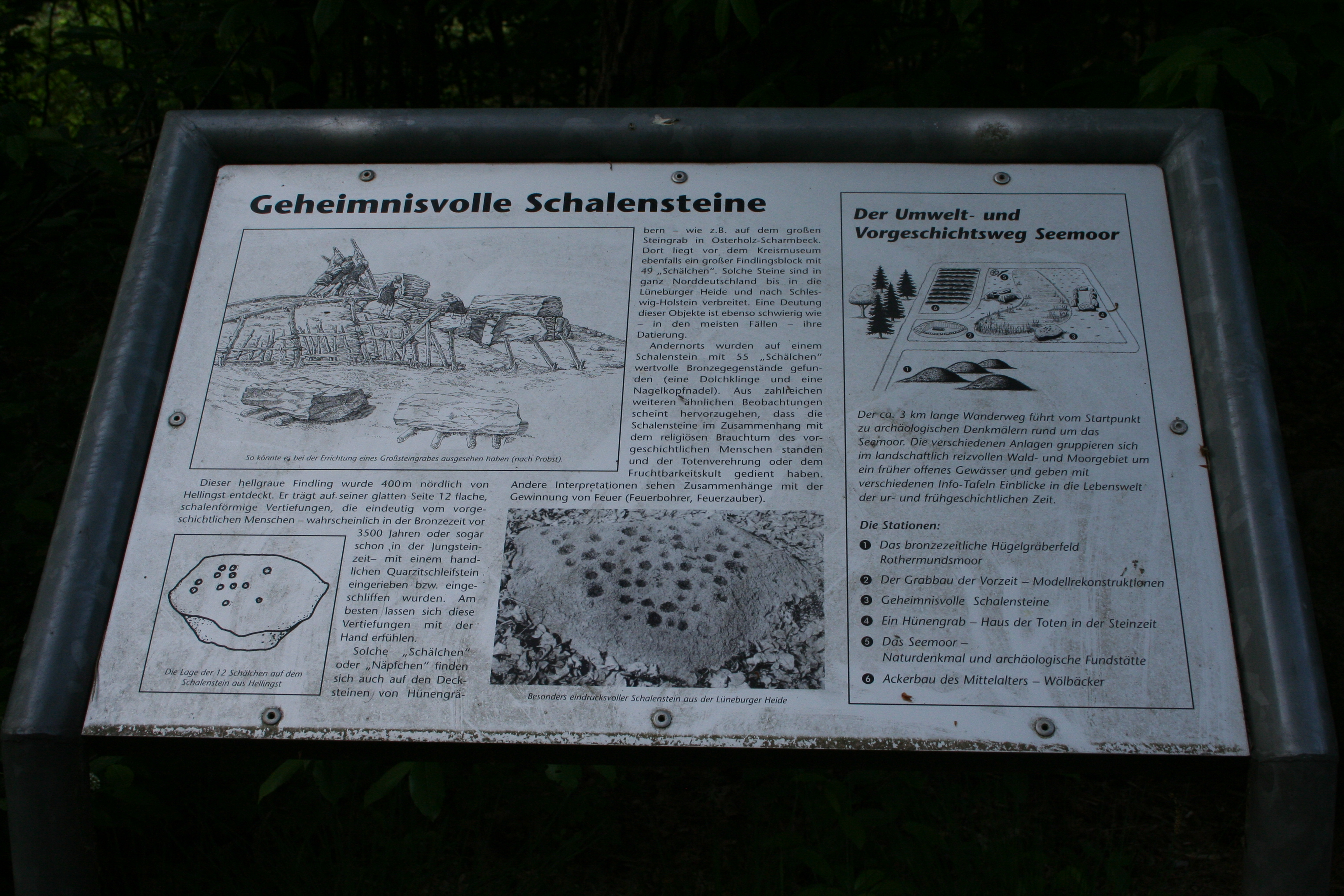
Informationstafel am Schalenstein von Holste

- Schalenstein der Sømarkedyssen Megalithanlage bei Magleby auf Møn, Dänemark (54° 59′ 28″ N, 12° 30′ 3″ O)
- Urnendeckel aus Schiefer bei Norre Sandegård in Østerlars.[17]
- Schalenstein von Bunsoh im Kreis Dithmarschen, Deutschland (54° 9′ 54″ N, 9° 18′ 26″ O)
- Schalenstein von Drethem bei Hitzacker
- Schalenstein von Detmerode in Wolfsburg-Detmerode
- Schalenstein von Reinsbek im Kreis Segeberg, Deutschland (53° 57′ 29,1″ N, 10° 28′ 17,6″ O)
- Schalenstein von Heerstedt im Landkreis Cuxhaven, Deutschland
- Schalenstein von Hellingst in Holste
- Schalenstein bei Restrup im Landkreis Osnabrück, Deutschland (52° 34′ 28,6″ N, 7° 46′ 29,7″ O)
- Näpfchenstein bei Nuhnen, Frankfurt (Oder), Deutschland
- Schalenstein im Staatsforst Schieder bei Schwalenberg, Deutschland
- Schalenstein von Wiershausen im Landkreis Göttingen, Deutschland (51° 25′ 59″ N, 9° 42′ 44″ O)
- Altarsteine am Hohen Hagen im Landkreis Göttingen, Deutschland
- Heiliger Stein bei Mitterretzbach in Niederösterreich
- Kalenderstein von Leodagger in Niederösterreich (48° 43′ 12″ N, 15° 51′ 36″ O)
- Schalenstein bei Grenchen im Kanton Solothurn, Schweiz (595938 / 225751)
- Schalenstein in St. Peter am Bichl in Kärnten, Österreich (46° 41′ 52″ N, 14° 16′ 9″ O)
- Schalensteine am Sonnenberg im Vinschgau, Italien (46° 37′ 38,9″ N, 10° 52′ 45,6″ O)
- Schalensteine von Tschötsch (Brixen), Südtirol
- Schalensteine in Sexten, Südtirol
- Schalenstein auf dem Schnaggen in Völs am Schlern, Südtirol
- Schalensteine bei Grimentz im Val d’Anniviers, Schweiz
- Mauzenstein auf dem Mauzenberg bei Bad Herrenalb-Bernbach, Baden-Württemberg
- Bernsteinfelsen bei Gaggenau, Baden-Württemberg
- Giersteine bei Forbach-Bermersbach, Baden-Württemberg
- Schalensteine von Abuja, Nigeria (9° 11′ 18,4″ N, 7° 24′ 44,1″ O)